# Hex (brætspil)
Hex er et abstrakt spil opfundet af Piet Hein. Det har meget simple regler og er nemt at lære men viser sig at være meget vanskeligt at mestre – ikke mindst for computere. Spillet har desuden nogle spændende matematiske egenskaber.

## Regler
Spilles på et rombeformet bræt bestående af sekskantede felter. Standardbrættet, som givet af Hein, har 11×11, men enhver størrelse er mulig. To spillere skiftes til at besætte et felt efter eget valg. Vinder er den, der forbinder sit par af modstående sider og dermed forhindrer den anden i at gøre det samme.

## Historie
Hex blev første gang præsenteret for offentligheden i en artikelserie i Politiken i perioden 26. december 1942 til 14. april 1943. Piet Hein kaldte først spillet for Polygon men ændrede det til Con-Tac-Tix i forbindelse med en produktion af Skøde Skjern A/S.
I 1948 genopfandt John Forbes Nash spillet som studerende på Princeton University og gjorde det populært blandt de medstuderende. Parker Brothers markedsførte det i 1952 under navnet Hex efter at Martin Gardner havde skrevet om det i sin klumme om rekreativ matematik i Scientific American.

## Matematiske egenskaber
Det kan bevises, at Hex ikke kan ende uafgjort. Det skyldes brættets opbygning hvor højst tre felter mødes i hvert punkt. Denne egenskab viser sig at implicere Brouwers fixpunktssætning om kontinuerte funktioner i kompakte rum.

## Ekstern henvisning
- Uddrag fra speciale om Hex Arkiveret 6. november 2020 hos  Wayback Machine